# Boku no Hero Academia Smash!!
Boku no Hero Academia Smash!! (jap. 僕のヒーローアカデミアすまっしゅ!! Boku no hīrō akademia sumasshu!!) – manga autorstwa Hirofumiego Nedy, spin-off serii My Hero Academia – Akademia bohaterów. Była publikowana w magazynie internetowym „Shōnen Jump+” wydawnictwa Shūeisha od listopada 2015 do listopada 2017.

## Fabuła
Boku no Hero Academia Smash!! to parodia głównej serii, przedstawiająca bohaterów w wersji chibi. Fabuła koncentruje się na codziennym życiu uczniów klasy 1-A (czasami również złoczyńców) oraz zawodowych bohaterów z U.A. High School.

## Publikacja serii
Manga ukazywała się w magazynie internetowym „Shōnen Jump+” od 9 listopada 2015 do 6 listopada 2017. Wydawnictwo Shūeisha zebrało jej rozdziały w 5 tankōbonach, wydawanych od 4 kwietnia 2016 do 2 listopada 2017.
W Ameryce Północnej seria została wydana przez Viz Media.

## Odbiór
Brandon Daniel z The Fandom Post pochwalił mangę za to, że jest świetnym sposobem na odpoczynek od bardziej intensywnych momentów głównej serii.